# 舒振東華文打字機
《舒振東華文打字機》是由萬氏兄弟的萬籟鳴和萬古蟾於1920年代製作的中國商业广告動畫，該作品由上海商務印書館影戲部委託創作，被視為中國最早期的動畫之一。由於該動畫並沒有獲得檔案保存，現被歸類為散失電影。

## 歷史
這則黑白廣告最初是為上海商務印書館所製作。該機構為中國第一家現代出版機構，1920年，為推銷生產的中文打字機「舒式華文打字機」，該機構並提供材料、場地為條件，委託萬氏兄弟製作能夠在活動中播放的動畫廣告。這則商業作品也成他們的第一部已知動畫。在當時的宣傳報道中從未明確提及這部廣告片的片名，直至1980年代才於各類文獻記載。該廣告於上海市河南中路商務印書館總發行所首映，但公布後則獲得負面評價，包括「所得的成績卻很少」、「未能成功」等。
該作品曾被長期視為中國的第一部動畫作品。2022年，在内蒙古师范大学、國家社科基金藝術學計畫課題組主辦的中國動畫史年會調查後，確認該作品並非中國第一部動畫片，其創作時間不會早於1925年。杨左匋於1923年創作的動畫廣告片《暫停》則為目前有據的第一部動畫片。

## 另見
- 大鬧畫室
- 中国动画
- 中国动画史

## 外部連結
- China Movie DB （页面存档备份，存于）